# Daniel Henry Mueggenborg
Daniel Henry Mueggenborg (Okarche, Oklahoma, 15 de abril de 1962) es un prelado católico estadounidense. Se desempeña como obispo de Reno desde 2021. Anteriormente, se desempeñó como obispo auxiliar de la arquidiócesis de Seattle entre 2017 y 2021.

## Biografía
Mueggenborg es hijo de Paul Bernard Mueggenborg y Dolores Lucille Kerntke. Recibió su educación temprana en la escuela parroquial de la parroquia St. Francis Xavier en Stillwater, donde asistía a Misa y servía como monaguillo. Mueggenborg perteneció a los Boy Scouts of America y recibió el premio Eagle Scout en 1980.
Mueggenborg ingresó a la Universidad Estatal de Oklahoma (OSU) para obtener un título en ciencias. Más tarde dijo que no quería convertirse en sacerdote en ese momento. Sin embargo, en la primavera de 1981, sirvió en una Misa en Oklahoma que fue celebrada por el reverendo Stanley Rother, un misionero que servía en Guatemala. El 28 de julio de 1981, Rother fue asesinado en Guatemala por un escuadrón de la muerte de derecha. Según Mueggenborg, el servicio y el martirio de Rother por la Iglesia Católica lo inspiraron a perseguir el sacerdocio. Después de graduarse de la OSU en 1984 con una licenciatura en Ciencias en geología, ingresó al Seminario St. Meinrad en Saint Meinrad, Indiana.
En 1985, Mueggenborg viajó a Roma para asistir a la Pontificia Universidad Gregoriana. Como seminarista, trabajó junto a las Misioneras de la Caridad para servir a los pobres en Roma. En una ocasión, celebró una Misa a la que asistió la fundadora de la orden, la Madre Teresa de Calcuta. De regreso en Oklahoma durante un verano, Mueggenborg se ofreció como voluntario como ministro hospitalario en unidades de cuidados intensivos y salas cardíacas en el Centro Médico St. John en Tulsa. Pasó un segundo verano en Mugumu, Tanzania, trabajando junto a los misioneros de Maryknoll.
Mueggenborg fue ordenado diácono el 6 de abril de 1989 en la Basílica de San Pedro en Roma; al día siguiente le fue concedida una audiencia con el Papa Juan Pablo II en el Palacio Apostólico. Recibió una Licenciatura en Sagrada Teología de la Universidad Gregoriana en 1989.

### Sacerdocio
El 14 de julio de 1989, Mueggenborg fue ordenado sacerdote para la diócesis de Tulsa por el arzobispo Eusebius Beltran en la Catedral de la Sagrada Familia en Tulsa.
Después de su ordenación, la diócesis asignó a Mueggenborg como párroco asociado en la parroquia de Santa María en Tulsa. Fue transferido para desempeñar el mismo papel en 1990 a la parroquia de San Juan en Bartlesville. Ese mismo año, obtuvo su Licenciatura en Teología Sagrada. Regresó a Tulsa en 1991 para convertirse en capellán en la Escuela Secundaria Bishop Kelley y párroco asociado de la parroquia de San Pío X. Mantendría ambos puestos durante los siguientes cuatro años.
Mueggenborg fue trasladado en 1994 para servir como administrador pro tempore de la parroquia Santa Cecilia en Claremont, luego en 1996 a Bixby, para ser párroco de la parroquia Magdalena. Regresó a Bartlesville en 2001 para servir como párroco en la parroquia San Clemente durante los siguientes cinco años. Fue a Roma en 2006 para trabajar como subdirector de asesoramiento de formación en el Pontificio Colegio Norteamericano durante un año.
Mueggenborg formó parte de las juntas directivas de Ascension Healthcare y Catholic Charities de Tulsa. El Vaticano nombró a Mueggenborg Monseñor en 2004.

### Episcopado
El Papa Francisco nombró a Mueggenborg como obispo auxiliar de Seattle el 6 de abril de 2017. El 31 de mayo de 2017, fue consagrado por el arzobispo James Peter Sartain en la Catedral de St. James en Seattle, con los obispos David Konderla y Eusebio de la Luz Elizondo Almaguer como co-consagradores.
El 20 de julio de 2021, el Papa Francisco nombró a Mueggenborg obispo de la diócesis de Reno, en reemplazo del obispo Randolph Calvo. Mueggenborg fue instalado el 24 de septiembre de 2021.